# Gérald Laniel
Gérald Laniel, né le 8 août 1924 à Salaberry-de-Valleyfield et mort le 2 février 2016, est un député libéral, courtier d'assurances, militaire et réserviste québécois.

## Biographie
Il est élu pour la première fois à la Chambre des communes canadienne lors des élections de 1962 dans la circonscription de Beauharnois—Salaberry. Il est réélu en 1963, 1965, 1968, 1972, 1974, 1979 et 1980. Il ne s'est pas représenté en 1984.